# سیارک ۱۸۰۵۵
سیارک ۱۸۰۵۵ (به انگلیسی: 18055 Fernhildebrandt، نامگذاری:1999TJ13) هجده هزار و پنجاه و پنجمین سیارک کشف شده‌است که در ۱۱ اکتبر ۱۹۹۹ کشف شد.
قدر مطلق سیارک برابر ۱۳٫۷۰ است.